# Apache Pig
Pig是一个基于Apache Hadoop的大规模数据分析平台，它提供的SQL-LIKE语言叫Pig Latin，该语言的编译器会把类SQL的数据分析请求转换为一系列经过优化处理的MapReduce运算。Pig为复杂的海量数据并行计算提供了一个简单的操作和编程接口，使用者可以透過Python或者JavaScript編寫Java，之後再重新轉寫。

## 外部連結
- Official site（页面存档备份，存于）